# Xaniona flavicostalis
Xaniona flavicostalis är en insektsart som först beskrevs av Masako Mitsuhashi 1909.  Xaniona flavicostalis ingår i släktet Xaniona och familjen dvärgstritar. Inga underarter finns listade i Catalogue of Life.